# Cabinet Koch III
Land de Hesse
Koch II Bouffier I
Le cabinet Koch III (en allemand : Kabinett Koch III) est le gouvernement du Land de Hesse entre le 5 février 2009 et le 31 août 2010, durant la dix-huitième législature du Landtag.

## Majorité et historique
Dirigé par le  ministre-président chrétien-démocrate sortant Roland Koch, ce gouvernement est constitué et soutenu par une « coalition noire-jaune » entre l'Union chrétienne-démocrate d'Allemagne (CDU) et le Parti libéral-démocrate (FDP). Ensemble, ils disposent de 66 députés sur 118, soit 55,9 % des sièges au Landtag.
Il est formé à la suite des élections régionales anticipées du 5 février 2009 et succède au cabinet Koch II, constitué et soutenu par la seule CDU. Disposant d'une majorité absolue à partir de 2003, les chrétiens-démocrates l'ont perdu en 2008. L'impossibilité pour les partis de constituer une coalition majoritaire a conduit au maintien en fonction du gouvernement, jusqu'à la tenue des élections anticipées au cours desquelles une nette majorité de centre droit s'est dégagée, permettant la reconduction de Roland Koch. L'alliance ainsi constituée dispose de la plus forte assise parlementaire depuis les élections de 1970, lorsque la coalition sociale-libérale d'Albert Osswald avait remporté 64 députés sur 110.
Le 25 mai 2010, ce dernier annonce sa volonté de mettre fin à sa carrière politique, du fait de désaccords avec la chancelière fédérale Angela Merkel sur des questions budgétaires. La CDU investit comme successeur son bras droit et ministre de l'Intérieur, Volker Bouffier, qui reconduit l'alliance avec les libéraux et forme son premier cabinet à la fin du mois d'août suivant.

## Composition

### Initiale (5 février 2009)
- Les nouveaux ministres sont indiqués en gras, ceux ayant changé d'attributions en italique.

| Portefeuille                                                                                    | Titulaire | Titulaire            | Parti |
| ----------------------------------------------------------------------------------------------- | --------- | -------------------- | ----- |
| Ministre-président                                                                              |           | Roland Koch          | CDU   |
| Vice-ministre-président Ministre de la Justice, de l'Intégration et des Affaires européennes    |           | Jörg-Uwe Hahn        | FDP   |
| Ministre de l'Intérieur et des Sports                                                           |           | Volker Bouffier      | CDU   |
| Ministre des Finances                                                                           |           | Karlheinz Weimar     | CDU   |
| Ministre de l'Économie, des Transports et du Développement régional                             |           | Dieter Posch         | FDP   |
| Ministre de l'Environnement, de l'Énergie, de l'Agriculture et de la Protection du consommateur |           | Silke Lautenschläger | CDU   |
| Ministre du Travail, de la Famille et de la Santé                                               |           | Jürgen Banzer        | CDU   |
| Ministre de l'Éducation                                                                         |           | Dorothea Henzler     | FDP   |
| Ministre de la Science et de la Culture                                                         |           | Eva Kühne-Hörmann    | CDU   |
| Ministre des Affaires fédérales                                                                 |           | Michael Boddenberg   | CDU   |
| Ministre sans portefeuille Directeur de la chancellerie régionale                               |           | Stefan Grüttner      | CDU   |